# Fighting The Darkness
Fighting The Darkness är en årligen återkommande kristen musikfestival, som arrangerats årligen sedan 2005. Arrangör är Västerås stift, församlingarna i Norra Dalarnas kontrakt och Svenska Kyrkans Unga i Mora.
Festivalen arrangerades första gången under en kväll i Lillmokyrkan i Malung, av Malungs församling. 2006 utvidgades festivalen, och arrangerades under två dagar på folkets park, Orrskogen. Där arrangerades festivalen 2007, och 2009, med uppehåll för 2008 då den återigen arrangerades i Lillmokyrkan.
Efter festivalen 2009, togs festivalen över helt av Västerås stift och har blivit en vandringsevenemang, med sedan 2010 har festivalen varit i Mora. Sedan 2011 är arrangemanget en stiftskonfirmanddag och en musikfestival.
Fighting The Darkness är inte enbart en renodlad musikfestival, utan har även många inslag av seminarier, föreläsningar, mässa/gudstjänst, workshops och andra aktiviteter.

## Band som spelat på Fighting The Darkness: (ej komplett lista)
- Blindside
- Narnia
- Harmony
- Mimikry
- Forgotten Kingdom
- Heavy Slippers
- Olive Juice
- Cavalince
- Praise Patrullen
- Neverlore
- Woodpjucks
- GATE 48
- Toastified
- Wrong Channel